# Königsee
Königsee è una città tedesca di 7 277 abitanti, nel Land della Turingia. 

## Storia
Il 31 dicembre 2012 la città di Königsee venne fusa con il comune di Rottenbach, formando la nuova città di Königsee-Rottenbach.
Il 1º gennaio 2019 alla città di Königsee-Rottenbach vennero aggregati i comuni di Dröbischau e Oberhain, e contemporaneamente la città riprese la vecchia denominazione di «Königsee».